# Chimalhuacán-Chalco

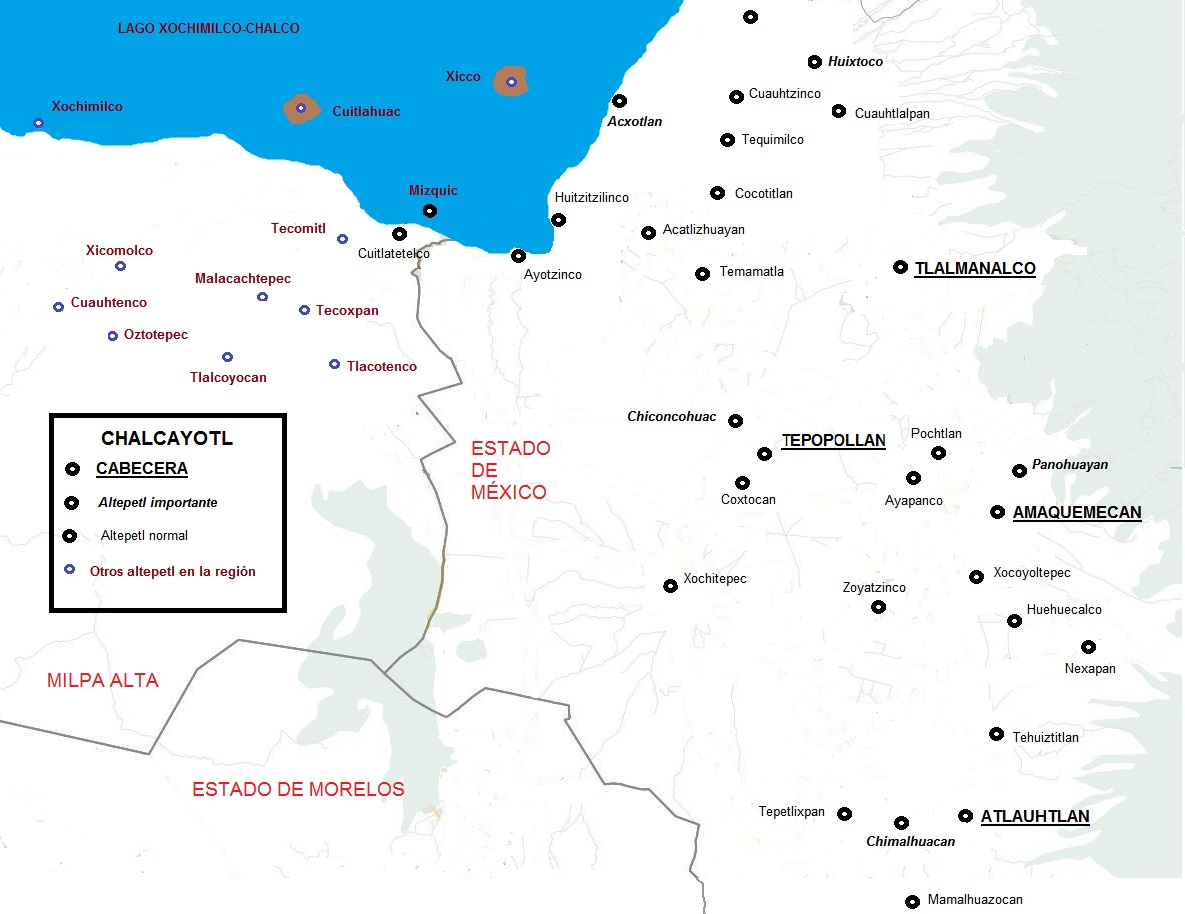
Mapa con los pueblos partícipes en la Chalcayotl.

Chimalhuacán-Chalco fue uno de los cuatro altépetl mayores de Chalco con dos mandos uno en Xochimilco-Chimalhuacán (no confundir con la delegación Xochimilco, Ciudad de México, ni con el municipio de Chimalhuacán, estado de México). Actualmente es el pueblo de San Vicente Chimalhuacán, en el municipio de Ozumba. El otro altépetl era Tepetlixpan-Chimalhuacán, hoy en día cabecera municipal de Tepetlixpa, estado de México. Ambos altépetl estaban situados a extremos opuestos del cerro Tres Cumbres, distantes sólo 1.5 km. Tenían bajo su jurisdicción a los pueblos circundantes de menor categoría.

## Señores de Tzacualtitlan Tenanco Atlauhtlan
Aunque al momento de llegar los españoles ya no era la cabecera el altépetl de Atlauhtlan en el sur de la región, esto debido a la conquista por parte de los mexicas en 1465, siguió teniendo relevancia hasta 1488 cuando se pasa la sede a Chimalhuacán, que en realidad se vuelve notable hasta los tiempos coloniales. Chimalpahin registra su genealogía y menciona que tenían además su título de nobleza, Atlauhtecatl teuctli.
1238-1273 Huehue Itzcuauhtzin (A.t. = Atlauhtecatl teuctli)
1273-1279 cuauhtlahtolloc de Cuahuitztzin
1279-1290 Ilancueitl A.t.
1290-1341 Itzcuauhtzin teomeca A.t.
1341-1353 Tlotli teuctli A.t.
1354-1359 Huecon teuctli A.t.
1359-1361 sin señor
1361-1392 Ozomatzin A.t.
1393-1441 Mactzin A.t.
1441-1443 sin señor
1443-1465 Popocatl
1465-1486 sin señor
1486-1488 cuauhtlahtolloc de Toyaotl Nonohualcatl
1488-...  Tetlaltzin,  teopixqui impuesto por Ahuitzotl pone fin al señorío.

## Cronología
- 1303: se integra en alianza Chimalhuacán a los chalcas.
- 1305: Teteoc Integra en alianza a los chalcas.
- 1323: Tepetlixpan se Integra en alianza a los chalcas.
- 1940: se crean las fiestas "el carnaval de Chalco" Es un género dancístico-musical que hace mofa a las clases sociales altas, que en su tiempo bailaban Virginias y Pasos dobles. El pueblo se mofa así, en "el carnaval" con las denominadas cuadrillas; la careta, ojos y barba, toman como modelo a Maximiliano.